# Slablaser
Ein Slablaser ist eine Form des Lasers, bei welchem das aktive Medium (der Laser-Kristall oder auch die Gasentladung) die Form einer Platte (engl. slab) hat. Der Laserstrahl durchläuft das plattenförmige Medium mehrmals im Zickzack zwischen schmalen Spiegeln. Vorteil dieser Form ist die bessere Kühlung des Lasermediums.